# Aslı Tuğcu
Aslı Tuğcu (ur. 15 sierpnia 1996) – turecka zapaśniczka walcząca w stylu wolnym. Zajęła jedenaste miejsce na mistrzostwach świata w 2018. Szósta na mistrzostwach Europy w 2022. Siódma na igrzyskach europejskich w 2019. Srebrna medalistka mistrzostw śródziemnomorskich w 2015. Trzecia na ME U-23 w 2016 i 2018 roku.